# Bačvasti svod
Bačvasti svod je arhitektonski element formiran povlačenjem jedne krivulje (ili para krivulja, u slučaju šiljastog bačvastog svoda) duž zadane udaljenosti. Krivulje su obično kružnog oblika, dajući polucilindričan izgled cijelom dizajnu. Bačvasti svod je najjednostavniji oblik svoda: zapravo niz lukova postavljenih jedan pored drugog (tj. jedan za drugim). To je oblik bačvastog krova.
Kao i kod svih lučnih konstrukcija, postoji vanjski potisak koji se stvara prema zidovima ispod bačvastog svoda. Postoji nekoliko mehanizama za apsorbiranje tog potiska. Jedan je da zidovi budu izuzetno debeli i jaki – to je primitivna i ponekad neprihvatljiva metoda. Elegantnija metoda je izgradnja dva ili više svodova paralelnih jedan s drugim; sile njihovih guranja prema van tako će negirati jedna drugu. Ova metoda se najčešće koristila u gradnji crkava, gdje je nekoliko nadsvođenih lađa išlo paralelno duž cijele građevine. Međutim, vanjski zidovi krajnjeg vanjskog svoda ipak bi morali biti prilično čvrsti ili ojačani podupiranjem. Treći i najelegantniji mehanizam za odupiranje bočnom potisku bilo je stvaranje presjeka dva bačvasta svoda pod pravim kutom, čime se formirao preponski svod.
Bačvasti svodovi poznati su iz starog Irana (Elam), indijske civilizacije doline Inda i starog Egipta, a intenzivno su se koristili u rimskoj arhitekturi. Također su korišteni za zamjenu Cloaca Maxima sustavom podzemne kanalizacije. Ostali rani dizajni bačvastog svoda javljaju se u sjevernoj Europi, Turskoj, Maroku i drugim regijama. U srednjovjekovnoj Europi bačvasti je svod bio važan element kamene konstrukcije u samostanima, dvorcima, kulama i drugim građevinama. Ovakav oblik dizajna uočen je u podrumima, kriptama, dugim hodnicima, klaustrima, pa čak i velikim dvoranama.

## Teorija i rana povijest
Bačvasti skok je bio poznat i korišten od strane ranih civilizacija, uključujući drevni Egipat i Mezopotamiju. Međutim, očito nije bila vrlo popularna ili uobičajena metoda gradnje unutar ovih civilizacija. Perzijanci i Rimljani bili su prvi koji su ih značajno koristili u arhitekturi. Tehnika se vjerojatno razvila iz potrebe za pokrivanjem zgrada zidanim elementima kao što su cigle ili kameni blokovi u područjima gdje su drvo i drvo bili rijetki. Najraniji poznati primjer svoda je tunelski svod pronađen ispod sumerskog zigurata u Nippuru u Babiloniji, koji se pripisuje otprilike 4000. pr. Kr., a koji je izgrađen od pečene opeke amalgamirane s glinenim mortom. Najraniji tunelski svodovi u Egiptu pronađeni su u Requagnahu i Denderahu, oko 3500. godine prije Krista u preddinastičkom razdoblju. Izgrađeni su od opeke sušene na suncu u tri prstena iznad prolaza koji se spuštaju do grobnica s rasponom od samo dva metra. U tim ranim slučajevima, bačvasti svod se uglavnom koristio za podzemne strukture kao što su odvodi i kanalizacija, iako je nekoliko zgrada velike kasnoegipatske posmrtne palače - hrama Ramesseum također bilo presvođeno na ovaj način. Nedavni arheološki dokazi otkriveni na nalazištu Morgantina (u pokrajini Enna ) pokazuju da je nadzemni bačvasti svod bio poznat i korišten na helenističkoj Siciliji u 3. stoljeću prije Krista, što ukazuje da je ta tehnika bila poznata i starim Grcima.
Zasvođeni krov rane harapske grobne komore zabilježen je u Rakhigarhiju. SR Rao izvještava o zasvođenom krovu male komore u kući iz Lothala Bačvasti svodovi također su korišteni u kasnoj kulturi groblja Harappan H iz 1900. pr. Kr. - 1300. pr. Kr. koji su činili krov peći za obradu metala, otkriće je Vatsa 1940. tijekom iskapanja u Harappi.
Stari Rimljani su svoje znanje bačvastog skoka najvjerojatnije naslijedili od Etruščana i Bliskog istoka. Perzijanci i Rimljani bili su prvi koji su intenzivno koristili ovu metodu gradnje na projektima velikih razmjera i vjerojatno su bili prvi koji su koristili skele koje su im pomogle u izgradnji svodova širine veće od bilo čega prije. Međutim, rimski su graditelji postupno počeli preferirati upotrebu preponskog svoda; iako složeniji za podizanje, ovaj tip svoda nije zahtijevao teške, debele zidove za potporu (vidi dolje), i stoga je omogućio prostranije zgrade s većim otvorima i mnogo više svjetla iznutra, kao što su terme.
Nakon pada Rimskog Carstva, nekoliko je stoljeća izgrađeno nekoliko dovoljno velikih zgrada da zahtijevaju mnogo nadsvođenja. U ranom romaničkom razdoblju vidljiv je povratak kamenim bačvastim svodovima za prve velike katedrale; njihova je unutrašnjost bila prilično mračna, zbog debelih, teških zidova potrebnih za podupiranje trezora. Jedna od najvećih i najpoznatijih crkava zatvorena odozgo ogromnim bačvastim svodom bila je crkva opatije Cluny, sagrađena između 11. i 12. stoljeća.
U 13. i 14. stoljeću, s napredovanjem novog gotičkog stila, bačvasti su svodovi gotovo izumrli u konstrukcijama velikih gotičkih katedrala; u početku su se najviše koristili preponski svodovi ojačani kamenim rebrima, a kasnije su se razvili različiti tipovi spektakularnih, kićenih i složenih srednjovjekovnih svodova. Međutim, s dolaskom renesanse i baroknog stila, te oživljenim interesom za umjetnost i arhitekturu antike, bačvasti svod je ponovno uveden u doista grandioznim razmjerima i korišten u izgradnji mnogih poznatih zgrada i crkava, poput bazilike di Sant'Andrea di Mantova Leonea Battiste Albertija, San Giorgio Maggiore Andrea Palladia i možda najslavnija od svih, bazilika svetog Petra u Rimu, gdje se golemi bačvasti svod proteže preko 27 . -široka lađa.

## Inženjerski problemi
S dizajnom bačvastog svoda vektori pritiska rezultiraju silom prema dolje na kruni dok donji dijelovi lukova ostvaruju bočnu silu koja se gura prema van. Kao rezultat, ovaj oblik dizajna je podložan neuspjehu osim ako stranice nisu usidrene ili poduprte na vrlo teške građevinske elemente ili značajne zemljane kolosijeke. Na primjer, u dvorcu Muchalls u Škotskoj, susjedni zidovi komora s bačvastim svodom debeli su do 4.6 m, dodajući čvrstoću podupirača potrebnu za osiguranje zakrivljenog dizajna.
Inherentne poteškoće odgovarajućeg osvjetljenja bačvastih zasvođenih struktura naširoko su priznate. Intrinzični inženjerski problem je potreba da se izbjegnu proboji okana u kamenim bačvastim svodovima. Takvi otvori mogu ugroziti cjelovitost cijelog sustava luka. Stoga su romanički srednjovjekovni graditelji morali pribjeći tehnikama malih prozora, velikih kontrafora ili drugim oblicima unutarnjih zidnih poprečnih ukrućenja kako bi postigli željene rezultate osvjetljenja. U mnogim samostanima prirodno rješenje bili su klaustri koji su mogli imati konstrukciju s visokim bačvastim svodom i otvorenim dvorištem kako bi se omogućilo dovoljno osvjetljenja.
Od 1996. građevinski inženjeri primijenili su Newtonovu mehaniku za izračunavanje numeričkih opterećenja naprezanja za drevne bačvaste svodove od kamena. Ove analize obično koriste algoritam konačnih elemenata za izračunavanje naprezanja izazvanih gravitacijom iz vlastite težine lučnog sustava. Zapravo, za građevinske inženjere, analiza bačvastog svoda postala je referentni test računalnog modela građevinskog inženjerstva "zbog složene membrane i neekstenzijskih stanja savijanja" koja su uključena.
U smislu usporedbe s drugim tehnikama skoka, bačvasti skok je inherentno slabiji dizajn u usporedbi sa složenijim preponskim svodom. Struktura bačvastog svoda mora se oslanjati na duge zidove stvarajući manje stabilan bočni napon, dok dizajn preponskog svoda može usmjeravati naprezanja gotovo čisto okomito na vrhove.

## Rane pojave
- Palača Ardeshir, Iran, pokrajina Fars
- Qal'eh Dokhtar, Iran, Firuzabad, Fars
- Palača Sarvestan, Iran, Sarvestan
- Bishapur, Iran, Kazerun, ponajviše u hramu Anahita
- Dvorac Beverston, Engleska, podzemlje ispod južne kule zapadnog lanca
- Katedrala u Cortoni, Toskana
- Dvorac Dunnottar, Škotska, Whigs Vault
- Hadrijanova vila, Tivoli, Italija, brojne pojave na ovom mjestu iz ranog 2. stoljeća nove ere
- Mauzolej Gale Placidije, Ravena, Italija (c. 500 AD)
- Dvorac Muchalls, Škotska, kripta i duga dvorana
- Dvorac Myres, Škotska, podrumi
- Real Monasterio de Nuestra Senora de Rueda, Španjolska, klaustri ovog samostana iz 12. stoljeća
- Kapela Scrovegni također poznata kao Cappella degli Scrovegni, Padova, Veneto, Italija (1303. AD)
- Vatikanska špilja, Vatikan

## Moderni primjeri
Brojni su suvremeni primjeri dizajna bačvastog svoda u viktorijanskoj i modernoj arhitekturi, uključujući:
- Sikstinska kapela, Vatikan
- Kraljevska žitnica, Meknes, Maroko (17. stoljeće)
- Williamsonovi tuneli, Liverpool, Engleska (rano 19. stoljeće)
- Belfast, Sjeverna Irska, Dvorana za bankete Gradske vijećnice s bačvastim svodom 1896. – 1906., Trg Donegal[13]
- Zgrada banke Huntington, Cleveland, Ohio, dizajn iz 1924
- Muzej umjetnosti Kimbell, Fort Worth, Teksas, Sjedinjene Države, širine 174 stope.
- Melbourne, Australija, Forest Hill Chase Shopping Center, izrađen od polikarbonata
- Nova knjižnica Sveučilišta Indiana
- Fremont Street Experience, Las Vegas

## U nekonvencionalnoj upotrebi
Osim klasične upotrebe bačvastog svoda u makro-arhitektonskom dizajnu (npr. kao glavni strukturni krovni element), postoji niz izvedenih primjena koje se jasno temelje na izvornom konceptu i obliku bačvastog svoda. Ove se primjene javljaju u području kirurgije, dizajna krovnih prozora, dječjih igračaka i dizajna mikrostrukture (kao što su autobusne nadstrešnice). Iako se nijedna od ovih primjena ne može mjeriti s veličanstvom antičkih i klasičnih prethodnika, one pokazuju sveprisutnost bačvastog svoda kao arhitektonskog koncepta u suvremeno doba.
U području kirurgije kostiju tehnika reza u obliku "bačvastog svoda" nije samo dobro definiran najsuvremeniji kirurški zahvat, već ortopedski kirurzi ovoj tehnici daju naziv bačvasti svod. Studija Wohlfahrta citirala je dokumente o rezultatima ovog kirurškog zahvata na ljudskoj tibiji u 91 takvoj operaciji.

## Vanjske poveznice
- Opis konstrukcije bačvastog svoda opterećenja statičkim silama  Arhivirana inačica izvorne stranice od 2. svibnja 2014. (Wayback Machine)
- Pojmovnik srednjovjekovne arhitekture